# Burg Katzenelnbogen
Die Burg Katzenelnbogen ist eine Burg in der Stadt Katzenelnbogen im Rhein-Lahn-Kreis in Rheinland-Pfalz. In der Entstehungszeit der Grafschaft Katzenelnbogen war die Burg deren Zentrum und Namensgeber für das Grafengeschlecht.

## Geschichte

Wappen von Eberhard IV. von Katzenelnbogen

Die Burg wurde ab 1094 auf dem Vogteigut des Klosters Bleidenstadt von Vogt Diether I., Klostervogt zu Prüm in der Eifel, und dessen Sohn Heinrich I. erbaut. Heinrich II. wuchs hier und auf Burg Stahleck gemeinsam mit seinem Stiefbruder Hermann von Stahleck auf und wurde 1138 von König Konrad III. zum Grafen erhoben. Hermann von Stahleck heiratete die einzige Schwester von König Konrad III., Gertrud von Schwaben und wurde 1142 rheinischer Pfalzgraf.
Mit dem Teilungsvertrag von 1260 teilte sich das Haus Katzenelnbogen in eine ältere (vertreten durch Diether V.) und eine jüngere Linie (vertreten durch Eberhard I.) auf, wobei die ältere Linie vermehrt Besitzungen in der Niedergrafschaft und die jüngere Linie vermehrt Besitzungen in der Obergrafschaft erhielten.
Die Gestaltung der ersten Burganlage ist heute nicht mehr bestimmbar, da 1371 unter Wilhelm II. (ältere Linie) ein kompletter Neubau erfolgte. Bereits vor ihrem Aussterben 1479 unter Philipp I. gaben die Katzenelnboger Grafen ihre Stammburg als Residenz auf. Als Erben waren die Landgrafen von Hessen mit Heinrich III. die neuen Herren von Burg Katzenelnbogen. 1540 brannte die Anlage aus. 1584 (durch die Herren von der Leyen) und 1613 wurden Neubauten errichtet, die der alten Burg heute das Aussehen eines Schlosses verleihen.
Nach dem Zweiten Weltkrieg diente die Burg Katzenelnbogen zeitweilig als Kinderheim. Später wurde sie zum Restaurant und Hotel umgestaltet, das acht Jahre lang von Familie Lemke bewirtschaftet wurde, bis diese die Anlage 2008 verließ.

## Entstehung des Namens
Zur Ableitung des Namens Katzenelnbogen gibt es zwei Versionen.
- Der Name Katzenelnbogen stammt von lateinisch Cattimelibocus. Die Chatten waren der Volksstamm der heutigen Hessen. Mit melibocus wurde in der Antike (z. B. bei Ptolemäus) ursprünglich ein Berg wie etwa der Melibokus oder der Brocken bezeichnet. Das Wort bedeutet mithin so viel wie „Hessenberg“.

- Die Siedlung des Chazo an der Krümmung (Ellenbogen) des Dörsbach (Bachlauf durch den Ort Katzenelnbogen).

## Anlage

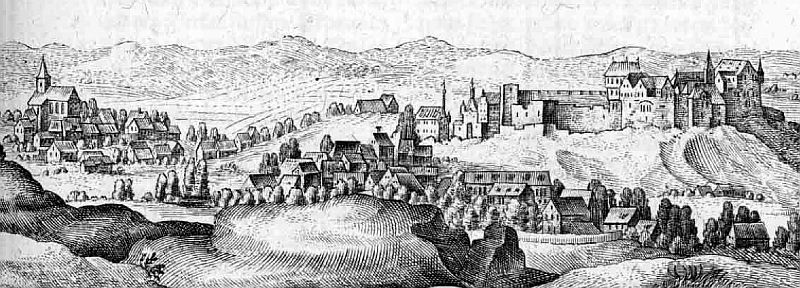
Katzenelnbogen – Auszug aus der Topographia Hassiae von Matthäus Merian (1655)

Das Burggelände mit einer Abmessung von ungefähr 50 auf 100 Meter liegt auf einem von einer Ringmauer umfassten Felsplateau über Katzenelnbogen.
Von der mittelalterlichen Spornburg aus dem 11. Jahrhundert sind nur Reste erhalten. Der ehemals bebaute Innenbereich ist heute frei, da die Bebauung aus dem Mittelalter beim Brand 1540 weitestgehend zerstört wurde. Der Brunnen auf der Ostseite des Geländes im Bereich der ehemaligen Kernburg ist erhalten. Ebenfalls erhalten sind der spätgotische Torturm auf der Westseite der Anlage sowie große Teile der Burgmauer.
Das heutige Haupthaus der Burg, oft auch als „Schloss“ bezeichnet, wurde im Jahr 1584 auf der Südostseite des Geländes durch Enders von der Leyen errichtet. Es handelt sich um einen einfachen Rechteckbau mit drei Stockwerken. Das Obergeschoss wurde in Fachwerk ausgeführt und an der Südostecke mit einem achteckigen Erker versehen. Das Gebäude wurde 1779 noch einmal umgestaltet und erhielt sein heutiges Aussehen.
Nicht erhalten sind das ebenfalls 1584 erbaute „von Mosbach’sche Haus“ und das 1613 errichtete „Landgraf Moritz’sche Haus“. Die Burgkapelle auf der Südseite des Geländes wurde 1794 abgebrochen.
Der Halsgraben auf der Ostseite ist größtenteils verfüllt, hier liegt heute der Parkplatz des Hotels.